# XM312
XM312 — станковый крупнокалиберный пулемёт, разрабатываемый американской корпорацией General Dynamics. Автоматика XM312 работает по газоотводной схеме, ствол пулемёта запирается поворотом затвора.
Конструкция пулемёта обеспечивает простую переделку в 25-мм гранатомет XM307 и обратно путём замены всего 5 деталей, включая ствол. Замена производится боевым расчетом и занимает менее 2 минут.

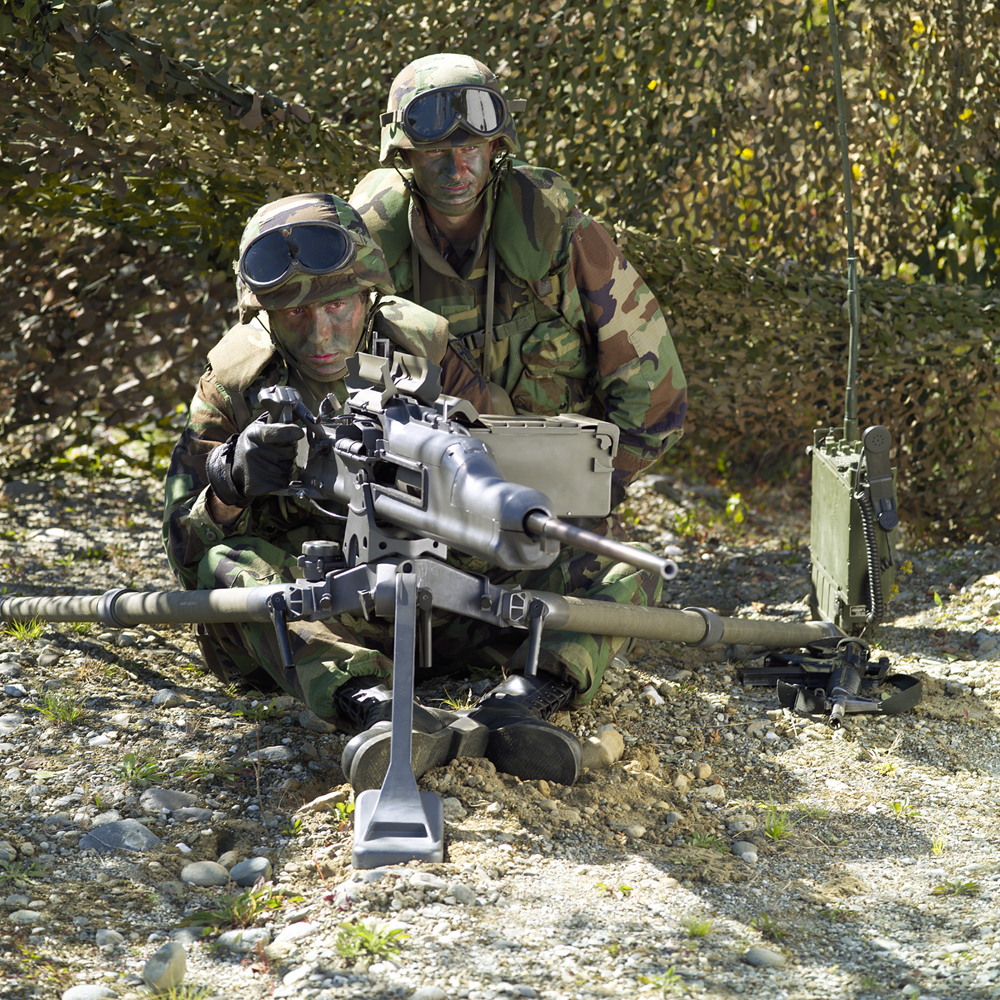
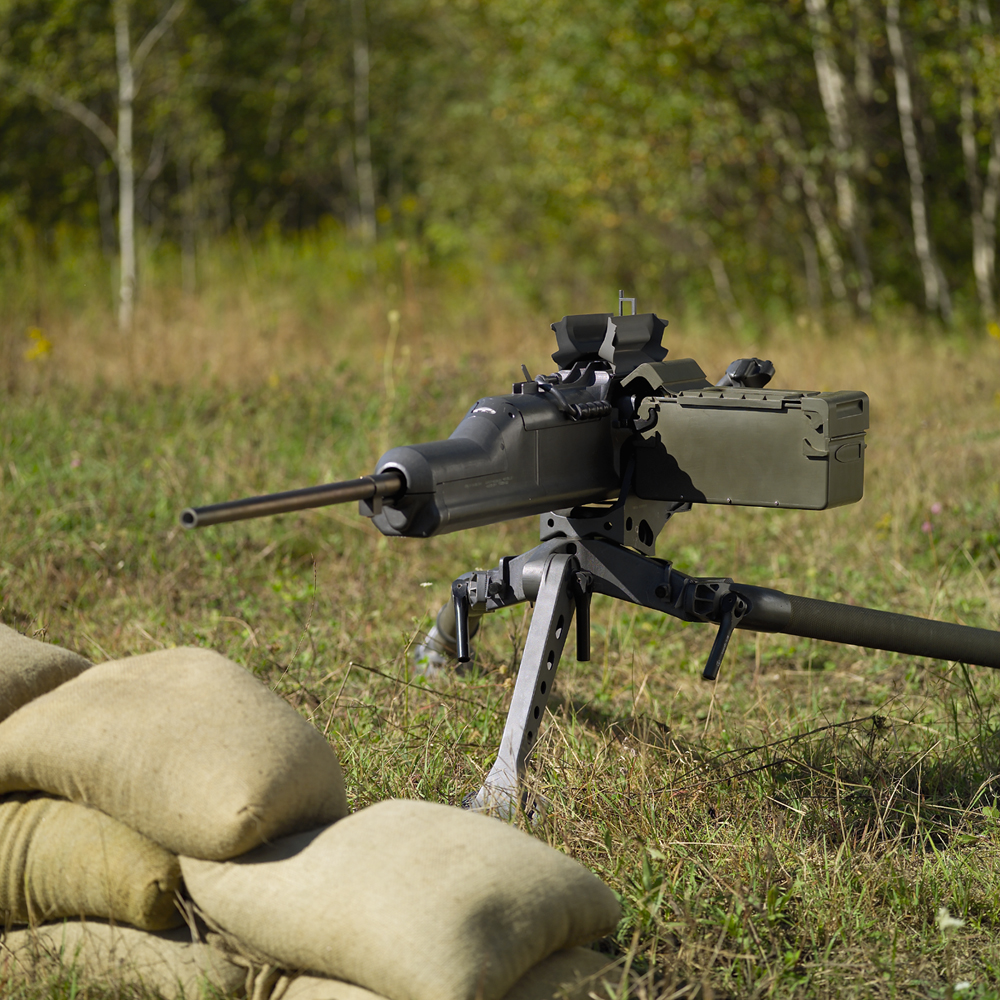
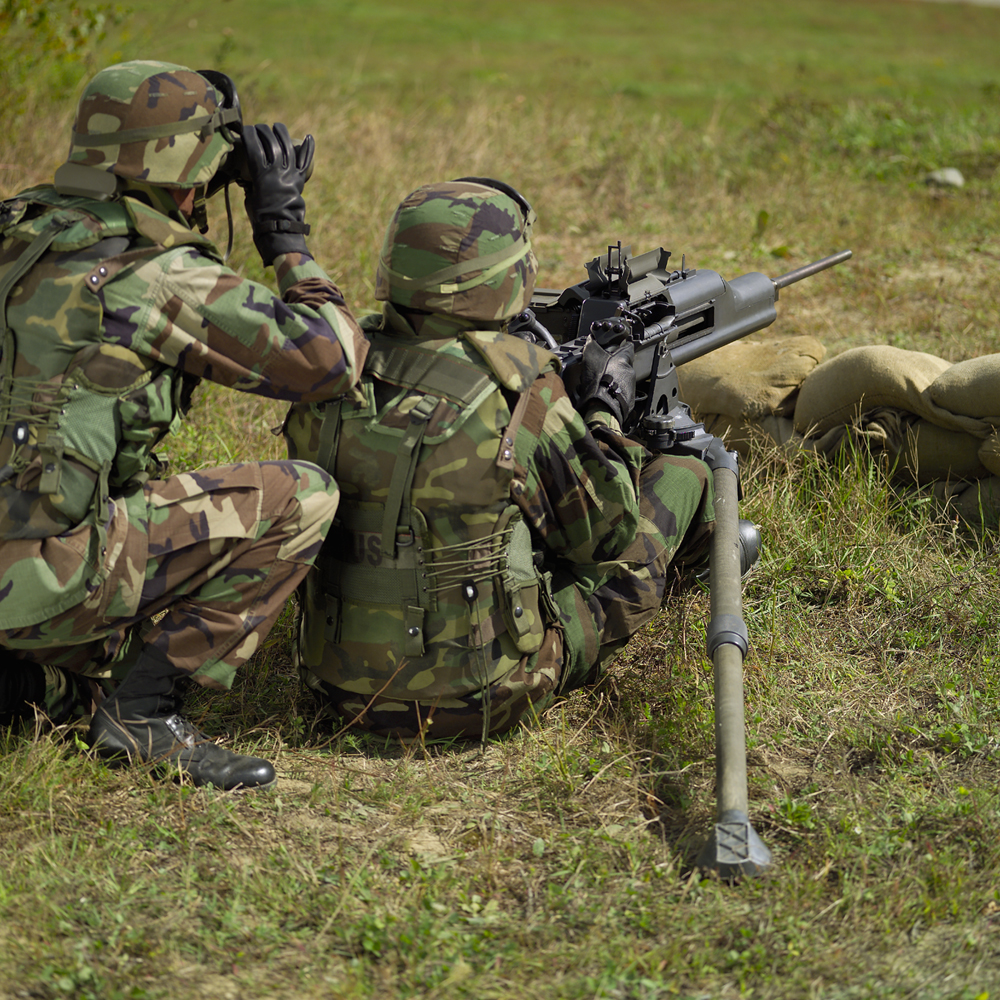